# Bulan (film)
Bulan är en svensk långfilm från 1990 i regi av Karsten Wedel. Den är tillåten från elva år.

## Rollista
- Tomas von Brömssen - Nisse
- Nora Plau	- Elle, dagisfröken
- Henric Holmberg - Sten Hård, chef för kommunkontoret
- Lasse Brandeby - Per Högström, byråkrat
- Christina Stenius	- Barbro, Nisses fru
- Tommy Johnson - Svante, sopåkare
- Per Oscarsson - poeten
- Urban Eldh - Bo Fehl, byråkrat
- Jussi Larnö - Börje Bråhk, byråkrat
- Iwar Wiklander - Folke Storm, socialförvaltningen
- Gerd Hegnell - Signe Frid, byråkrat
- Sven-Åke Gustavsson - Stig Framm, byråkrat
- Med Reventberg - Inga Glas, byråkrat
- Nicolas Ottersten	- Joel, Elles son
- Josefin Wahlqvist	- Anna, Nisses dotter
- Fredrik Sölscher - Mikael, Nisses son
- Kim Lantz	- Sixten, sopåkare och ägare av husbåt
- Eivin Dahlgren - sopåkare
- Christer Fant - skallig sopåkare
- Dan Sjögren - pantlånare
- Lars Melin - mopedbud som skjutsar Nisse
- Jan Hermfelt - civilpolis som hämtar Sixten
- Sven-Eric Johanson - dirigent på soptipp
- Curt-Eric Holmqvist - pianist på soptipp
- Guido Vecchi - cellist på soptipp
- Carl Harlén - skådespelare på soptipp
- Rolf Sundby - medlem av Soporkestern
- Lars-Olof Eriksson - medlem av Soporkestern
- Magnus Bylund - medlem av Soporkestern
- Bengt Hinnerson - medlem av Soporkestern
- Johnny Korner - medlem av Soporkestern
- Bert Slättung - medlem av Soporkestern
- Sture Svarén - medlem av Soporkestern
- Bo Löfgren - medlem av Soporkestern
- Malou Berg - övrig medverkande
- Anna Hasselblad - övrig medverkande
- Helga Hussels - violinist
- Sonja Gube - övrig medverkande
- Inga-Lill Modig - övrig medverkande
- Rune Svensson - övrig medverkande
- Acke Jansson - övrig medverkande
- Rolf Sossna - övrig medverkande
- Klas Jahnberg - övrig medverkande

### Fotnoter
1. ↑  ”Bulan”. Svensk Filmdatabas. http://sfi.se/sv/svensk-filmdatabas/Item/?itemid=16171&type=MOVIE&iv=Basic. Läst 3 augusti 2012.